# Ivanka Hristova
Ivanka Hristova (Bulgaars: Иванка Маринова Христова-Тодорова) (Osikovitsa, 19 november 1941 – Sofia, 24 februari 2022) was een atlete uit Bulgarije.
Hristova nam deel aan de Olympische Zomerspelen in 1964, 1968 aan het onderdeel kogelstoten.
Op de Olympische Zomerspelen van München behaalde ze bij het kogelstoten de derde plaats, en kreeg ze ene bronzen medaille. Vier jaar later op de
Olympische Zomerspelen van Montreal in 1976 won ze het onderdeel kogelstoten met een gouden medaille.
Op de Europese indoorkampioenschappen in 1976 werd Hristova Europees kampioene kogelstoten.
Hristova stootte tweemaal een wereldrecord. In 1976, vlak voor de Olympische Spelen, met een afstand van 21,87 meter. Twee dagen later verbeterde ze haar eigen record naar 21,89 meter.
- World Athletics: 14359501

1948: Micheline Ostermeyer ·
1952: Galina Zybina ·
1956: Tamara Tysjkevitsj ·
1960: Tamara Press ·
1964: Tamara Press ·
1968: Margitta Gummel ·
1972: Nadezjda Tsjizjova ·
1976: Ivanka Hristova ·
1980: Ilona Slupianek ·
1984: Claudia Losch ·
1988: Natalja Lisovskaja ·
1992: Svetlana Kriveljova ·
1996: Astrid Kumbernuss ·
2000: Janina Koroltsjik ·
2004: Yumileidi Cumbá ·
2008: Valerie Vili ·
2012: Valerie Adams ·
2016: Michelle Carter ·
2020: Gong Lijiao ·
2024: Yemisi Ogunleye